# Meta Hrovat
Meta Hrovat, slovenska alpska smučarka, * 2. marec 1998. 
Leta 2016 je postala mladinska svetovna prvakinja na ekipni tekmi in osvojila bronasto medaljo na zimskih olimpijskih igrah mladih v slalomu. V svetovnem pokalu je debitirala 28. decembra 2015, ko je na veleslalomu v Lienzu odstopila. Prvo uvrstitev med dobitnike točk je dosegla 29. decembra 2016, ko je na slalomu v Semmeringu dosegla 28. mesto. 24. januarja 2017 je prvič dosegla točke v veleslalomu s 15. mestom na tekmi na Kronplatzu. 27. januarja 2018 se je na veleslalomu v Lenzerheideju prvič uvrstila na stopničke s tretjim mestom.
31. januarja 2018 je v starosti 19 let nastopila na slalomu za mladinsko SP 2018 in osvojila naslov prvakinje in zlato medaljo. To je bilo le dan potem, ko je v veleslalomu nastopila kot favoritinja, toda odstopila in zaradi padca ter bolečega boka opravila pregled v bolnišnici in še na dan tekme ni vedela ali bo nastopila ali ne. Tako je postala štirinajsti mladinski svetovni prvak iz Slovenije in devetindvajseti na stopničkah. Nato si je 5. februarja na istem tekmovanju prismučala še drugo mesto v alpski kombinaciji, pred njo je bila le njena vrstnica Švicarka Aline Danioth, in se s tem veselila srebrne medalje.
Konec oktobra 2022 je sporočila, da končuje tekmovalno kariero, vendar že pol leta kasneje sporočila, da preklicuje konec kariere in se vrača v žensko smučarsko reprezentanco. Januarja 2024 je po neuspeli vrnitvi zaradi kroničnih bolečin v hrbtu napovedala dokončen konec kariere.